# Рахункова палата Греції
Рахункова палата (грец. Ελεγκτικό Συνέδριο) — в Греції одночасно адміністративний орган та Верховний адміністративний суд спеціальної юрисдикції — Суд аудиторів Греції, під загальною юрисдикцією Верховного адміністративного суду Греції — Державної Ради. Рахункова палата Греції створена одразу після здобуття Грецією незалежності 1833 року за зразком французького Суду аудиторів. Базується в Афінах.

## Склад
До складу Рахункової палати Греції входять 115 членів. Всі вони мають статус судді відповідно до чинної Конституції Греції. Водночас на посаду судді звітності призначаються тільки випускники Національній школі суддів. Голова і заступники голови обираються серед членів Рахункової палати Кабінетом міністрів Греції.
В структурі Рахункової палати Греції призначаються:
- голова;
- 5 заступників голови;
- 20 радників;
- 40 допоміжних суддів;
- 50 суддів звітності.

## Компетенція
Пункт 1 статті 98 Конституції Греції визначає компетенцію Рахункової палати Греції:
а) аудит витрат держави та органів місцевого самоврядування чи інших юридичних осіб публічного права, керуючись спеціальними законами;
б) подання до парламенту фінансового звіту і балансового бюлетеня держави;
з) консультативні висновки, що стосуються положення про державні соціальні виплати або про порядок надання права на такі виплати, відповідно до статті 73 Конституції;
г) перевірка рахунків підзвітних осіб та органів місцевого самоврядування та юридичних осіб публічного права, коло яких, визначене спеціальними законами;
д) надання правового захисту у суперечках про надання соціальних виплат і винесення рішень щодо ревізії рахунків;
е) судовий розгляд справ, пов'язаних з відповідальністю цивільних осіб або військових службовців, державних та місцевих органів влади за шкоду, нанесену державі через злий умисел або необережність.